# Droit de l'Internet
 (décembre 2009).
Si vous disposez d'ouvrages ou d'articles de référence ou si vous connaissez des sites web de qualité traitant du thème abordé ici, merci de compléter l'article en donnant les références utiles à sa vérifiabilité et en les liant à la section « Notes et références ».
 (avril 2017).
Améliorez-le ou discutez des points à vérifier. 
Le droit de l’internet peut être abordé comme l’ensemble des règles de droit applicables à Internet.
Différentes branches du droit existantes s'étendent aux comportements ayant lieu sur internet. Soit les règles sont applicables en l'état, et confirmées par la jurisprudence, soit elles nécessitent des adaptations et des précisions nécessitées par l'usage de ce nouveau moyen de communication et d'expression.

## Principes généraux
La liberté d'expression et de la presse, mais aussi la propriété intellectuelle et sa protection font partie des domaines dans lequel le droit d'Internet s'applique.

### Évolution de la législation en France
Une des lois majeures a été la Loi pour la confiance dans l'économie numérique.
Ces dix dernières années, on cite les lois :
- Perben II
- DADVSI
- Hadopi 2
- Loppsi 2
- LPM
- Loi antiterroriste
- Loi sur le renseignement[1]
- Loi pour une République numérique

## Droit par branches principales

### Commerce
Le commerce en ligne se développe au départ dans le secteur de la vente par correspondance.
En France, la loi pour le développement de la concurrence au service des consommateurs, dite « loi Chatel » de 2008 vise notamment à protéger les consommateurs lors de l'achat sur Internet.

### Vie privée, communication, expression
Internet est, comme précisé par le Code des postes et des communications électroniques, un moyen d'expression, et de ce fait le respect des conversations privées et de la liberté d'expression doit être observé. Le vote de la  loi renseignement, qui autorise les écoutes sans approbation judiciaire préalable, est critiqué par l'association Amnesty, qui dénonce une atteinte à la vie privée et à la liberté d'expression.
Insultes et diffamation sont punies par L'article 32 de la loi sur la Liberté de la presse du 29 juillet 1881, et à ce titre ont une durée de prescription de 3 mois, portée à 1 an pour des faits de racisme, homophobie, sexisme, ou autre forme de discrimination.
En 2016 en France, certains sénateurs veulent étendre le délai de prescription pour injures et diffamation, condamnant« Une loi qui n’est à l’évidence plus adaptée » .

## L'aspect international

### Principes
Internet étant un réseau international, les utilisateurs sont susceptibles de se connecter à des serveurs situés en dehors de leur lieu de résidence. Un des problèmes posés est l'application du droit lorsque certaines pratiques sont autorisées dans un pays, mais interdites dans un autre.

### Exemples de contentieux liés au caractère international d'Internet
- Le réseau social facebook précise dans ses conditions d'utilisation que tout différend sera réglé en Californie, mais un tribunal français a décidé que la société était attaquable en France, dans une affaire concernant la censure du tableau L'origine du monde de Gustave Courbet[1].
- La société Netflix propose des contenus culturels différents selon les pays, se basant sur l'adresse IP d'origine de leur client, l'utilisation de VPN permet de profiter de biens culturels d'un autre pays[6].
- Le livre Le Petit Prince d'Antoine de Saint-Exupéry est dans le domaine public dans tous les pays d'Europe sauf la France, et est ainsi librement téléchargeable sur des sites belges, ce qui serait de la contrefaçon en France[7].
- Un accord appelé Safe Harbor permettait aux données personnelles des Européens d'être traitées aux États-Unis, mais cet accord a été invalidé[8], ce qui rend les contrats se basant sur cet accords précaires.
- Lors de l'affaire LICRA contre Yahoo!, des objets rappelant le nazisme étaient en vente sur un site du groupe Yahoo!, ce qui est autorisé par le premier amendement à la constitution aux États-Unis, mais a été interdit en France[9].
- La société Google applique le droit à l'oubli sur les versions européennes du moteur de recherche, mais refuse de l'étendre aux site internationaux, qui restent accessibles depuis l'Europe[10].